# Luigi De Servi
Luigi De Servi (Lucca, 4 giugno 1863 – Lucca, 25 giugno 1945) è stato un pittore e decoratore italiano.

## Biografia
Nacque in Piazza S. Giovanni a Lucca da Pietro De Servi, pittore di opere a soggetto religioso, e Aurelia Lucarelli. All'età di 14 anni si iscrisse al Regio Istituto di Belle Arti di Lucca, diventando allievo di Luigi Norfini.
Nel 1883 si recò con la sorella in Argentina, nazione con cui manterrà legami saldi. Molto apprezzato dall'emergente borghesia argentina, riuscì a ottenere numerose commissioni, fra cui gli affreschi della Casa Rosada e dell'Hotel Bristol, quattro dipinti per la Rotonda del Museo de La Plata e i ritratti del presidente della Repubblica. 
Nel 1888 fu costretto a tornare nella città natale. Poco dopo decise di partire per Londra, città in cui visse per un breve periodo facendo il ritrattista. Nel 1893 soggiornò a Parigi e sposò la fidanzata Olimpia Landi, insieme alla quale si trasferì a Genova per prendere parte ai lavori della chiesa di Santa Caterina a Varazze. Fu uno dei fondatori della Famiglia Artistica genovese e nel 1896 prese parte alla Esposizione della Società promotrice di belle arti fino al 1908, escluso il 1905, anno in cui si ritirò per protestare contro la scarsa vivacità della Società. Nel 1898 partecipò insieme ad altri famosi artisti, fra i quali Plinio Nomellini, Edoardo De Albertis e Aurelio Craffonara, alla decorazione della taverna del Falcone, situata nelle cantine di  Palazzo Gambaro, sede di ritrovo della Famiglia Artistica genovese. 
Nel 1909 fece ritorno a Buenos Aires, dove rimase con la moglie e le tre figlie fino al 1914, anno del rimpatrio. 
A metà degli anni venti nacquero i primi nipoti di De Servi, evento che lo portò alla scelta di vivere stabilmente a Lucca con la famiglia. Aderì al fascismo, venendo dunque nominato, nel 1926, segretario del Sindacato Fascista degli Artisti Lucchesi. 
La sua pittura, inizialmente di stampo accademico e improntata al classicismo, approdò in età più matura alla corrente verista.

## Esposizioni artistiche
| Anno | Titolo                                                                            | Luogo                                                         | Città     |
| ---- | --------------------------------------------------------------------------------- | ------------------------------------------------------------- | --------- |
| 1880 | Esposizione della Società Promotrice di Belle Arti                                | Società Promotrice delle Belle Arti                           | Genova    |
| 1895 | Esposizione della Società Promotrice di Belle Arti                                | Società Promotrice delle Belle Arti                           | Genova    |
| 1896 | Esposizione della Società Promotrice di Belle Arti                                | Società Promotrice delle Belle Arti                           | Genova    |
| 1896 | Festa dell'Arte e dei Fiori                                                       |                                                               | Firenze   |
| 1897 | Esposizione della Società Promotrice di Belle Arti                                | Società Promotrice delle Belle Arti                           | Genova    |
| 1899 | Esposizione della Società Promotrice di Belle Arti                                | Società Promotrice delle Belle Arti                           | Genova    |
| 1900 | Esposizione della Società Promotrice di Belle Arti                                | Società delle Belle Arti                                      | Genova    |
| 1901 | Esposizione della Società Promotrice di Belle Arti                                | Società delle Belle Arti                                      | Genova    |
| 1902 | Esposizione della Società Promotrice di Belle Arti                                | Società Promotrice delle Belle Arti                           | Genova    |
| 1902 | I Quadriennale della Società Promotrice di Belle Arti                             | Società Promotrice delle Belle Arti                           | Torino    |
| 1904 | Esposizione della Società Promotrice di Belle Arti                                | Società Promotrice delle Belle Arti                           | Genova    |
| 1904 | Italian Exhibition                                                                | Earl's Court                                                  | Londra    |
| 1906 | Mostra Nazionale di Belle Arti in occasione dell'apertura del Valico del Sempione |                                                               | Milano    |
| 1906 | Esposizione della Società Promotrice di Belle Arti                                | Società Promotrice delle Belle Arti                           | Genova    |
| 1907 | Esposizione della Società Promotrice di Belle Arti                                | Società Promotrice delle Belle Arti                           | Genova    |
| 1908 | Esposizione della Società Promotrice di Belle Arti                                | Società Promotrice delle Belle Arti                           | Genova    |
| 1925 | Esposizione della Società Promotrice di Belle Arti                                | Società Promotrice delle Belle Arti                           | Genova    |
| 1925 | Mostra di Artisti Lucchesi                                                        | Bagno Nettuno                                                 | Viareggio |
| 1926 | Mostra personale                                                                  | Foyer del Teatro Nazionale                                    | Roma      |
| 1927 | Esposizione della Società Promotrice di Belle Arti                                | Società Promotrice delle Belle Arti                           | Genova    |
| 1929 | Mostra d'Arte della "Settimana Lucchese"                                          | Palazzo Ducale                                                | Lucca     |
| 1931 | Mostra degli Artisti Toscani                                                      | Kursaal                                                       | Viareggio |
| 1931 | II Mostra del Sindacato Provinciale Belle Arti                                    | Palazzo Littorio                                              | Lucca     |
| 1931 | Mostra personale del pittore Luigi De Servi                                       | Circolo Lucchese                                              | Lucca     |
| 1936 | Mostra degli artisti lucchesi                                                     | Gruppo Rionale                                                | Lucca     |
| 1937 | IV Mostra Sindacale d'Arte                                                        | Sede della Confederazione Professionisti e Artisti            | Lucca     |
| 1938 | Mostra di pittori liguri dell'800                                                 | Palazzo Rosso                                                 | Genova    |
| 1939 | Luigi de Servi pittore                                                            | Galleria Geri                                                 | Milano    |
| 1941 | Mostra personale                                                                  | Hotel Universo                                                | Lucca     |
| 1943 | Mostra permanente d’arte                                                          | Sede dell'Unione Professionisti e Artisti (ex Filocaristiche) | Lucca     |
| 1946 | Mostra commemorativa del pittore Lugi De Servi                                    | Circolo Unione Sportiva Lucchese                              | Lucca     |
| 1978 | Arte a Lucca 1900-1945                                                            | Palazzo Mansi                                                 | Lucca     |